# 至Net奇兵：追求無限
《至Net奇兵：追求無限》（法語：Code Lyoko: Plongez vers L'infini）是至Net奇兵的第二款遊戲，由The Game Factory製作，在2007年11月16日於美國推出在Wii平臺的動作遊戲，之後亦於澳洲及歐洲推出。此遊戲的故事情節概括《至Net奇兵》動畫版的第四輯。
而這款遊戲在2008年7月21日推出在Playstation Portable及Playstation 2這兩個遊戲平臺上。

## 故事
威廉因為被山拿控制而成為山拿的手下，為了令威廉回復清醒，所以Lyoko小組的五名Lyoko戰士——亞烈達、傑理明、治狼、尤美及阿奇便繼續和邪惡的山拿戰鬥，希望能夠令威廉擺脫山拿控制回復清醒以及消滅山拿。

六幅《至Net奇兵：探索無限》的遊戲截圖